# Pyrestes birmanica
Pyrestes birmanica är en skalbaggsart som beskrevs av Charles Joseph Gahan 1894. Pyrestes birmanica ingår i släktet Pyrestes och familjen långhorningar.
Artens utbredningsområde är Myanmar. Inga underarter finns listade i Catalogue of Life.